# 柳清伙
柳清伙，中华人民共和国教育部长江学者讲座教授，杜克大学电子与计算机工程系终身教授、厦门大学电磁声学研究院创院院长，主要从事计算电磁学、计算声学、纳米光子学、计算地球物理等方面的研究工作。